# Massimiliano Romboli
Massimiliano Romboli (Bologna, 8 luglio 1971) è un ex cestista italiano.

## Carriera

Romboli in azione con la Pepsi Rimini

Cresce nel settore giovanile della Virtus Bologna, società con cui debutta in Serie A1 il 12 marzo 1989 rimanendovi fino al 1992. Con i bianconeri vince, seppur con un ruolo marginale, una Coppa Italia e una Coppa delle Coppe.
Nel 1992 si concretizza il trasferimento al Basket Rimini, club in cui gioca per oltre sei stagioni inclusa l'annata 1996-97, che vede i romagnoli centrare il ritorno nella massima serie. In più di sei anni salta per infortunio solamente una partita, riuscendo a collezionare 185 presenze in regular season che diventano 233 se si considerano anche le gare valide per i play-off. Durante questo periodo, il 28 gennaio 1996, realizza il suo massimo di punti in una singola partita tra Serie A1 e A2, firmando una prestazione straordinaria con 11/11 da due e 2/2 da tre nel derby casalingo di A2 vinto contro Imola.
Nell'ottobre 1998, a campionato già iniziato, si trasferisce alla Pallacanestro Cantù, squadra che era in cerca di un playmaker al posto dell'infortunato Eros Buratti. Nel corso del torneo si alterna ad Andrea Blasi in cabina di regia.
Dall'estate 1999 veste la canotta dell'Andrea Costa Imola, dove parte prevalentemente dietro all'altro playmaker Cristiano Fazzi. Nel suo terzo anno di permanenza, alcuni problemi fisici, tra cui una pubalgia, costringono Romboli a saltare gran parte del campionato di Serie A 2001-2002, concluso dal club all'ultimo posto con conseguente discesa in Legadue. Rimane in squadra anche dopo la retrocessione per altre due stagioni, nel frattempo fa registrare la miglior percentuale al tiro da tre di tutta la Legadue 2002-2003 con un 54,9% dal perimetro, frutto di 56 centri su 102 tentativi. La sua parentesi con il club biancorosso imolese dura dunque cinque anni, nei quali, in tre campionati di Serie A e due di Legadue, mette complessivamente a referto 124 presenze totali, 131 includendo i play-off.
Scende in Serie B d'Eccellenza nel 2004 con l'ingaggio da parte della Stamura Ancona, quindi gioca un anno in Serie B2 a Castelnovo di Sotto e altri due sempre in B2 a Faenza/Castrocaro, società fresca di fusione fra i club delle due città. Dal 2008 veste invece i colori gialloneri della Spes Vis Imola, prima in Serie C regionale (sesto livello nazionale) e poi in Serie C Dilettanti (quinto livello).
Nel 2011 entra a far parte della Pallacanestro Titano (Serie C regionale), che a fine campionato conquista la promozione in DNC. Nell'anno seguente è di scena nel campionato amatoriale NBU riminese tra le file de La Posada.
Anche il fratello minore Alessandro è un cestista, attivo soprattutto nelle serie minori (cinque apparizioni in A1 tra Cantù e Virtus Bologna, oltre alle 25 presenze in Legadue tra Pavia, Jesi e Ferrara).

## Palmarès
- Coppa delle Coppe: 1

Virtus Bologna: 1989-90
- Coppa Italia: 1

Virtus Bologna: 1990